# Asteromyrtus brassii
Asteromyrtus brassii är en myrtenväxtart som först beskrevs av Norman Brice Byrnes, och fick sitt nu gällande namn av Lyndley Alan Craven. Asteromyrtus brassii ingår i släktet Asteromyrtus och familjen myrtenväxter. Inga underarter finns listade i Catalogue of Life.